# 戴托里小光壳炱
戴托里小光壳炱（学名：Asteridiella deightonii）是属于小煤炱目小煤炱科小光壳炱属的一种真菌，寄生在箣柊属植物上。该种分布于中国、塞拉利昂。